# Justicia aurea
Justicia aurea är en akantusväxtart som beskrevs av Diederich Franz Leonhard von Schlechtendal. Justicia aurea ingår i släktet Justicia och familjen akantusväxter. Inga underarter finns listade i Catalogue of Life.

## Bildgalleri

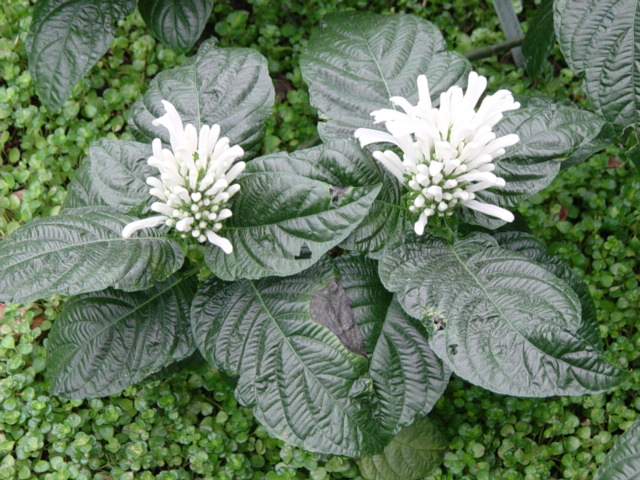